# Pusula californiana
Pusula californiana is een slakkensoort uit de familie van de Triviidae. De wetenschappelijke naam van de soort is voor het eerst geldig gepubliceerd in 1827 door Gray.